# Акцент (музыка)

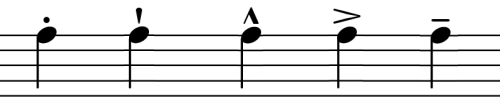
1. Стаккато — отрывистое извлечение звуков.
2. Акцентированное стаккато — с большими паузами между звуками.
3. Маркато.
4. Акцент для выделения долей.
5. Тенуто

Акце́нт — выделение громкостью (или другим образом) определённой ноты или доли в такте.
Ставятся знаки акцентов как над нотами (см. рисунок), так и под нотами.
Акцент имеет два понятия:
- Средство выделения долей в метре.
- Один из видов мелизмов.

## Акцент как средство выделения долей в метре
Акцент (4-е изображение на рисунке) является фундаментальным понятием в музыке, ведь именно порядок равномерного чередования акцентированных (сильных и относительно сильных) долей и неакцентированных (слабых) долей в метре определяет координатно-временную сетку, на которую накладывается ритмический рисунок любого музыкального произведения.
Знак акцента ставится там, где с его помощью необходимо нарушить естественный порядок сильных, относительно сильных и слабых долей метра, например, в:
- синкопа — смещение акцента с сильной доли метра на слабую.
- затакт — нарушение естественного порядка следования долей.

Если выделяется только сильная доля, то ставится один знак. Если необходимо выделить как сильную, так и относительно сильную долю, то выделяется относительно сильная доля одним знаком, а сильная — двумя, один под другим.